# Inger Støjberg
Inger Beinov Støjberg (Hjerk, 16 marzo 1973) è una politica danese, dal 2001 è membro del parlamento danese, il Folketing, eletta per il partito liberale Venstre. 
Il 4 febbraio 2021 ha annunciato di aver lasciato il partito e sottoposta ad un procedimento di impeachment per un decreto sulle giovani coppie di rifugiati varato quando era nel 2016 ministro dell'Immigrazione.

## Biografia
Inger Støjberg è cresciuta nello Jutland ed è figlia di un contadino e di una casalinga del villaggio di Hjerk a Salling. Nel 1993 si è diplomata al Morsø Gymnasium di Nykøbing Mors. Nel 1995, ha terminato l'esame di commercio superiore di un anno a Viborg. Nel 1996, nella stessa scuola di commercio, ha frequentato uno studio di comunicazione economica.
Nel 1999 si è laureata in InformationsAkademiet. Lo stesso anno, ha iniziato a lavorare come reporter al quotidiano Viborg, e l'anno seguente, è diventata una free lance continuando a lavorare per il giornale fino al 2001. Nel 2004, Støjberg ha pubblicato una biografia del duo pop dello Jutland settentrionale Sussi og Leo. Nel 2013, Støjberg ha conseguito il titolo di Master of Business Administration presso l'Università di Aalborg. 

### Ministro del lavoro
Dal 7 aprile 2009, Inger Støjberg è stata ministro del lavoro e ministro per la parità di genere . Quest'ultimo incarico, tuttavia, è passato a Lykke Friis in connessione con il rimpasto di governo del 23 febbraio 2010. È stata poi ministro del lavoro fino al 3 ottobre 2011. 

### Ministro dell'immigrazione
Nel governo di Lars Løkke Rasmussen II è stata ministro dell'immigrazione, integrazione e alloggio.
Inger Støjberg ha implementato un inasprimento della politica sui rifugiati chiamato Legge 87, secondo la quale i richiedenti asilo che hanno opportunità finanziarie devono contribuire al proprio sostentamento. A tal fine, ha introdotto, tra le altre cose, la cosiddetta "smyckeslagen" ("legge sui gioielli"), che conferisce alla polizia il potere di perquisire i rifugiati per garantire che gli oggetti di valore trasportati siano usati per pagare il sostentamento dei richiedenti asilo durante la procedura di asilo.  Ha anche annunciato in Libano che il contributo della Danimarca per i richiedenti asilo è stato ridotto del 50 per cento e che coloro che si sono visti respingere la propria domanda di asilo devono lasciare immediatamente il paese.  Queste misure hanno provocato un dibattito polemico. 
Nel 2016, Støjberg ha dato istruzioni di separare le coppie sposate di richiedenti asilo nel caso in cui uno dei due partner fosse minorenne. L'ombudsman del Parlamento  ha sostenuto che questa misura fosse illegale e in violazione di convenzioni internazionali. La commissione per le istruzioni sostiene che il ministro abbia fornito ripetutamente informazioni false e fuorvianti in materia al Parlamento.  Il presidente del partito Jakob Elleman-Jensen ha spiegato che Venstre sosterrebbe una causa della Corte Suprema contro Støjberg se si scoprisse che esiste una base per un caso del genere.

### Processo di impeachment del 2021
Il 2 febbraio 2021 il Folketing ha votato con un voto di 141-30 (90 necessari per la maggioranza) a favore dell'avvio di un processo di impeachment presso la Corte danese di impeachment contro Støjberg,  accusata di cattiva condotta e cattiva amministrazione, ai sensi del Minister Accountability Act e della Convenzione europea dei diritti dell'uomo (articolo 8), separando illegalmente le coppie nei centri per rifugiati, dove una o entrambe le persone erano minorenni, alcune delle quali con figli.
Støjberg è stata condannata il 13 dicembre 2021 a 60 giorni di carcere.

### Democratici Danesi
Dopo aver lasciato Venstre, nel 2022 fonda il partito dei Democratici Danesi.

## Vita privata
Nel 2008, si è sposata con l'editore di Berlingske, Jesper Beinov, che dal 2016 è consulente del ministero delle Finanze danese. Non avendo figli, la coppia ha divorziato nel 2012. Støjberg vive ad Hadsund.